# Sipea Pea
Sipea Pea is een bestuurslaag in het regentschap Tapanuli Tengah van de provincie Noord-Sumatra, Indonesië. Sipea Pea telt 1414 inwoners (volkstelling 2010).